# Usines Boinot
Les Usines Boinot sont un ancien Centre national des arts de la rue de France. Elles se situent à Niort.

## Histoire
Les usines Boinot, situées sur les rives de la Sèvre, abritaient à l’origine une activité de peausserie et de ganterie. Après avoir été laissées à l'abandon de nombreuses années, elles ont été restaurées à la fin des années 2000.
Le CNAR a été remplacé par Sur le pont à la Rochelle.

## Missions
Depuis 2009, le lieu accueille des artistes en résidence et organise master-classes et ateliers.